# Atyphloceras tancitari
Atyphloceras tancitari är en loppart som beskrevs av Traub et Johnson 1952. Atyphloceras tancitari ingår i släktet Atyphloceras och familjen mullvadsloppor. Inga underarter finns listade i Catalogue of Life.